# Taufik Hidayat
Taufik Hidayat (Bandungue, 10 de agosto de 1981) é um ex-jogador de badminton da Indonésia, campeão olímpico em 2004.

## Carreira
Conquistou a medalha de ouro nos Jogos Olímpicos de Verão de 2004 em Atenas.

## Confrontos vs oponentes selecionados
- Bao Chunlai 4–8
- Chen Hong 9–2
- Chen Jin 2–4
- Chen Long 2–4
- Chen Yu 7–0
- Du Pengyu 5–1
- Ji Xinpeng 0–1
- Lin Dan 3–13
- Wang Zhengming 3–2
- Xia Xuanze 2–2
- Petr Koukal 2–0
- Viktor Axelsen 0–1
- Peter Gade 9–8
- Poul-Erik Høyer Larsen 1–1
- Kenneth Jonassen 3–0
- Jan Ø. Jørgensen 2–2
- Joachim Persson 4–1
- Marc Zwiebler 0–2
- Hu Yun 3–0
- Yip Pui Yin 3–0
- Hendrawan 2–1
- Sony Dwi Kuncoro 3–2
- Tommy Sugiarto 2–1
- Sho Sasaki 1–3
- Kenichi Tago 4–2
- Hidetaka Yamada 4–0
- Lee Hyun-il 1–4
- Park Sung-hwan 10–1
- Park Tae-sang 1–0
- Shon Wan-ho 3–0
- Lee Chong Wei 7-13
- Liew Daren 2–0
- Ong Ewe Hock 4–1
- Wong Choong Hann 3–5
- Ronald Susilo 3–1
- Pablo Abián 1–0
- Boonsak Ponsana 9–1